# Référendum colombien de 2016
Le référendum colombien de 2016 se tient le 2 octobre 2016 pour approuver l'accord de paix entre le gouvernement colombien et les Forces armées révolutionnaires de Colombie (FARC). Les conditions climatiques associées avec l'ouragan Matthew empêchèrent une partie de la population d'aller voter dans le nord-est du pays. Alors que le « oui » à la question « Soutenez-vous l'accord final d'achèvement du conflit et de construction d'une paix stable et durable ? » était en tête dans les sondages, ce sont finalement les opposants à cet accord qui l'emportent dans un contexte de forte abstention.

## Contexte
Le 23 juin 2016, lors dune cérémonie officielle à La Havane, le gouvernement colombien et les FARC signent un accord sur un prochain cessez-le-feu définitif et le désarmement de la rébellion. La cérémonie se fait en présence du président colombien, Juan Manuel Santos, du chef suprême des FARC, Timoleón Jiménez, du secrétaire général de l'ONU, Ban Ki-moon et de plusieurs chefs d'État. Cet accord, qui n'a alors pas de date précise de mise en vigueur, comporte quatre chapitres :
- le cessez-le-feu bilatéral et définitif et la fin des hostilités[3] ;
- le désarmement des FARC[3] ;
- des garanties de sécurité et la lutte contre les organisations criminelles responsables d'homicides et de massacres ou qui s'en prennent aux défenseurs des droits de l'homme, aux mouvements sociaux ou aux mouvements politiques[3] ;
- la lutte contre les conduites criminelles qui empêcheraient la mise en œuvre des accords et la construction de la paix[3].

Un accord complet est finalement trouvé et signé le 24 août 2016 entre les deux parties et un référendum pour le valider est fixé au 2 octobre de la même année.

## Campagne

### Pour le oui
Le Parti de la U (droite, parti présidentiel), le Parti libéral (centre), le Parti communiste (gauche) et le Pôle démocratique alternatif (social-démocrate) participent à la campagne en faveur du « oui » à l'accord de paix.

### Pour le non
Les opposants aux accords de paix se rassemblent autour du parti conservateur Centre démocratique de l'ancien président Álvaro Uribe (2002-2010)[réf. nécessaire]. Ils jugent l'accord proposé trop laxiste, critiquant « une certaine impunité, avec une justice aménagée de type transitionnelle pour les ex-FARC, l'idée d'une participation politique légale avec plusieurs sièges au Parlement et des aides financières intérimaires pour les ex-guérilleros de base ».
Les grands propriétaires terriens constituent, selon le politologue colombien Fernando Giraldo, l'une des composantes les plus virulentes de l'opposition au processus de paix. Puisque selon lui, « si les FARC, issues d'une révolte paysanne, participent à la vie politique, elles vont dénoncer cette structure sociale profondément injuste qui est la forte concentration d’une richesse obtenue illégalement ». Les milieux évangélistes se sont également fortement mobilisés dans la campagne du non, motivés par le rejet de « l'idéologie du genre » qu'ils estimaient défendue par cet accord.

## Déroulement du référendum
Les Colombiens doivent répondre par « oui » ou par « non » à la question « Soutenez-vous l'accord final d'achèvement du conflit et de construction d'une paix stable et durable ? ».
Tous les citoyens colombiens inscrits sur les listes électorales peuvent participer à ce sondage, ceux à l'étranger devant également s'être préalablement enregistré au niveau du consulat de leur pays de résidence. Le Registre national en recense ainsi 34 899 945, dont 18 047 321 femmes et 16 852 624 hommes.
Sur le territoire national, le référendum se déroule dans 81 925 bureaux de vote répartis en 11 034 points de vote, tandis qu'à l'étranger, il y a 1 372 bureaux de vote répartis en 203 points de vote dans les consulats.

## Sondages préalables
Plusieurs sondages ont été réalisés préalablement pour connaître l'opinion des Colombiens.
| 07/07/2016 | Ipsos Napoleón Franco | 56,0 % | 39,0 % | -      | -     | Informador       |
| 07/08/2016 | Ipsos Napoleón Franco | 39,0 % | 50,0 % | 11,0 % | -     | Notcias RCN      |
| 18/08/2016 | Invamer Gallup        | 67,0 % | 32,5 % | -      | 5,0 % | Noticias Caracol |
| 26/08/2016 | Datexco               | 39,2 % | 27,7 % | 10,5 % | 3,7 % | El Tiempo        |
| 02/09/2016 | Cifras & Conceptos    | 62,0 % | 28,0 % | 10,0 % | 2,2 % | Caracol Radio    |
| 02/09/2016 | Datexco               | 59,5 % | 33,2 % | 4,7 %  | 2,1 % | El País          |
| 08/09/2016 | Ipsos Napoleón Franco | 72,0 % | 28,0 % | -      | 3,5 % | Revista Semana   |
| 09/09/2016 | Datexco               | 64,8 % | 28,0 % | 11,0 % | 2,1 % | El Tiempo        |
| 16/09/2016 | Datexco               | 55,3 % | 38,3 % | 6,4 %  | 2,1 % | El Tiempo        |
| 20/09/2016 | Invamer Gallup        | 67,6 % | 32,4 % | -      | 5,0 % | Noticias Caracol |
| 23/09/2016 | Cifras & Conceptos    | 54,0 % | 34,0 % | 12,0 % | 2,0 % | Caracol Radio    |
| 27/09/2016 | Datexco               | 55,0 % | 36,6 % | 8,4 %  | 2,1 % | El Tiempo        |
| 27/09/2016 | Cifras & Conceptos    | 62,0 % | 38,0 % | -      | 3,8 % | Caracol Radio    |
| 27/09/2016 | Ipsos Napoleón Franco | 66,0 % | 34,0 % | -      | 3,5 % | Revista Semana   |

## Résultats
| Choix                    | Votes      | %     |
| ------------------------ | ---------- | ----- |
| Oui                      | 6 382 901  | 49,78 |
| Non                      | 6 438 552  | 50,22 |
|                          |            |       |
| Votes valides            | 12 821 453 | 98,15 |
| Votes blancs             | 72 875     | 0,56  |
| Votes nuls               | 168 589    | 1,29  |
| Total                    | 13 062 917 | 37,43 |
| Abstention               | 21 837 028 | 62,57 |
| Inscrits / Participation | 34 899 945 | 37,43 |

## Analyse
L'issue de ce référendum montre une polarisation du pays. En effet, selon la carte électorale des résultats, la côte caraïbe et pacifique du pays, Bogota et les départements tels que Guaviare, Vaupés et Guainía ont voté en faveur du « oui », a contrario du centre de la Colombie. Ainsi, selon Daniel Pécaut, directeur d'études à l'EHESS, le « non » l'a largement emporté dans « de grandes bourgades provinciales situées dans des départements qui jouxtent les zones tenues par les groupes armés, où se concentrent une classe moyenne et une élite locale importante, qui ne supportent plus la proximité des zones rurales aux mains des groupes armés ». Une division sur l'accord de paix est également constatée entre les villes et les campagnes, ce qui d'après un analyste de la fondation Paix et Réconciliation s'expliquerait par le fait que « le monde rural, qui vit le conflit armé, a parié sur la paix. Le monde urbain, qui a dit non, n'a pas été solidaire. Parce qu'il n'a pas vécu le conflit, n'a pas vu de combats, de bombardements (…) et ne voit donc pas la nécessité » de l'accord.
Avec environ 62,59 % des Colombiens qui ne sont pas allés voter, le taux d'abstention lors de ce référendum dépasse celui de l'élection présidentielle de 2014 et est considéré comme étant le plus important depuis 22 ans. Le taux d'abstention, très élevé, aurait joué un rôle majeur dans le résultat. Il s'expliquerait notamment par le passage de l'ouragan Matthew dont les fortes pluies et inondations ont empêché le scrutin de se dérouler correctement dans les départements de la cote caribéenne, majoritairement favorables au « oui ». En effet, ceux-ci obtiennent un taux de participation inférieur à la moyenne nationale qui avoisine les 37,42 %, notamment au niveau de La Guajira (19,39 %), Atlántico (24,10 %) et Bolívar (23,36 %). Par ailleurs, le système électoral colombien est caractérisé par un clientélisme persistant et serait également une des raisons expliquant le taux d'abstention lors de ce référendum. Ainsi, selon le journal Le Monde, « les partis politiques et les élus n'ont pas mobilisé leurs électeurs comme ils le font quand leurs intérêts personnels sont en jeu. Il faut, dans certaines régions, payer le bus des électeurs pour qu'ils puissent voter ». 
Enfin, le rôle des médias est souligné par certains analystes :  « la diabolisation constante des FARC, l’estompage des violences paramilitaires, des violences d’État ou encore la négation du conflit armé en le reléguant à du simple "narco-terrorisme" » auraient contribué à insuffler auprès des populations urbaines un sentiment de défiance très prononcé à l'égard de la guérilla.

## Réactions
À la suite des résultats du référendum, Erika Guevara Rosas (en), directrice pour l'Amérique du groupe Amnesty International, déclare que « l'Histoire se souviendra de ce jour comme du moment où la Colombie a tourné le dos à ce qui aurait pu mettre fin à une guerre qui a dévasté des millions de vies pendant plus de 50 ans ». Par ailleurs, Kirsty Brimelow, avocate britannique et directrice du Bar Human Rights Committee, considère que ce référendum « ressemble à un Brexit ».
Tandis que le président colombien, Juan Manuel Santos, reconnaît sa défaite après que le « non » a été annoncé vainqueur, le guérillero Rodrigo Londoño regrette  « le pouvoir destructeur de ceux qui sèment la haine et la rancœur sur l'opinion de la population colombienne » et précise que « les FARC réitèrent leur disposition à n'utiliser que les mots comme armes pour construire le futur. Au peuple colombien qui rêve de paix, comptez sur nous, la paix triomphera ».
Le 5 octobre 2016, le président vénézuélien Nicolás Maduro, qui était présent lors de la signature de l'accord de paix, donne l'ordre à son armée que des actions préventives militaires soient menées au niveau de la frontière avec la Colombie dans l'éventualité d'une reprise du conflit avec les FARC. Il demande au gouvernement colombien de prolonger indéfiniment le cessez-le-feu alors que Juan Manuel Santos avait garanti la suspension des hostilités jusqu'au 31 octobre.

## Controverses
Quelques jours après le scrutin, le responsable de la campagne du « non », Juan Carlos Vélez, reconnait que sa stratégie reposait sur la diffusion sur les réseaux sociaux et dans les médias d'« informations partielles ou fallacieuses » destinées « à susciter l’indignation ».
Le Conseil d’État colombien estimera qu’il y a eu « une mystification généralisée annulant la liberté de l’électorat de choisir de façon autonome lors du plébiscite pour la paix ». L'institution judiciaire relève que les mensonges ont été utilisés « de forme massive et systématique » et estima que l’effet de cette campagne avait créé « un climat de désinformation, de manipulation et de distorsion de la vérité » influant sur le résultat de la consultation.

## Conséquences

### Sur le plan politique
La victoire du « non » lors de ce référendum annule de fait l'accord signé le 26 septembre 2016 entre le gouvernement colombien et les FARC. Néanmoins, les deux parties s'engagent le 7 octobre de la même année à maintenir un cessez-le-feu « bilatéral et définitif » et à apporter des « ajustements » à l'accord de paix alors que, quelques jours auparavant, Juan Manuel Santos avait dit le maintenir jusqu'au 31 octobre seulement. Elles conviennent également de mettre en place un « protocole » visant à « prévenir tout incident », prévoyant de consulter « les différents secteurs de la société », au cours d'un « processus rapide et efficace », pour « définir rapidement une issue ».
Le directeur de la campagne du non, Juan Carlos Velez, est poussé à la démission du Centre démocratique après avoir reconnu dans une interview quelques jours après le vote que la campagne de rejet de l'accord de paix était fondée sur des arguments délibérément mensongers, destinés à provoquer l'indignation et à étouffer la réflexion. De plus, à la suite de l'échec du référendum, Humberto De la Calle, qui est à la tête de l'équipe de négociations, souhaite quitter son poste mais sa démission est refusée par Juan Manuel Santos. Par ailleurs, un autre haut fonctionnaire du gouvernement, Gina Parody, la ministre de l'Éducation qui a coordonné la campagne en faveur du « oui » initiée par le gouvernement, annonce démissionner de son poste le 4 octobre.

### Sur le plan économique
Avant le référendum, le président Juan Manuel Santos estime que la paix, avec la fin de 52 ans de conflit avec les FARC, est le « meilleur investissement » que puisse faire la Colombie. Plusieurs institutions abondaient d'ailleurs en ce sens. En effet, le président de la Banque mondiale, Jim Yong Kim, avait annoncé en janvier 2016 l'octroi d'un montant de 1,4 milliard de dollars à la Colombie pour financer ses efforts de paix. Il en était de même avec l'Union européenne qui s'apprêtait à débloquer un fonds de près de 600 millions d'euros pour « soutenir l'application de l'accord de paix » et avec les États-Unis avec 400 millions de dollars destinés au plan « Paix Colombie » sur le post-conflit. Néanmoins, à la suite de la victoire du « non », l'économiste César Ferrari, professeur de l'université Javeriana, explique que ces fonds vont rester gelés tant que l'incertitude persistera et que les trois parties (le gouvernement, les Farc et les représentants du « non ») n'auront pas trouvé un terrain d'entente.
Par ailleurs, le gouvernement colombien misait sur croissance annuelle additionnelle de 1,1 à 1,9 %, grâce à une meilleure sécurité et l'arrivée d'investisseurs étrangers dans le tourisme, les mines et le secteur agricole. De plus, si les marchés boursiers n'ont connu que de légères variations après les résultats du référendum, les agences de notation pourraient abaisser la note souveraine du pays. En effet, comme l'explique Samar Maziad de l'agence Moody's, « le résultat du référendum en Colombie est négatif pour son historique de crédit. La défaite serrée de l'accord de paix souligne un paysage politique polarisé qui va saper la capacité du gouvernement à faire passer d'autres réformes ».

### De nouvelles discussions sur l'accord
Le 10 octobre 2016, Álvaro Uribe, qui s'oppose à l'accord de paix signé avec les Farc, propose plusieurs changements au texte. Ainsi, il suggère que les chefs des Farc reconnus coupables de crimes de guerre ne bénéficient pas de l'immunité envisagée mais qu'ils purgent des peines de détention allant de cinq à huit ans, même si elles sont effectuées dans des coopératives agricoles. Alors que l'accord de paix prévoit dix sièges au Congrès pour des représentants des Farc à partir de 2018 et ce pour deux législatures, Uribe refuse que les guérilléros puissent accéder à des fonctions électives et avoir des sièges de parlementaire. Enfin, il accepte que les quelque 7 000 guérilleros contre lesquels aucune charge sérieuse n'est retenue soient amnistiés. Néanmoins, ils devraient contribuer à la lutte contre le trafic de drogue, manne financière importante des FARC, en arrachant par exemple des plants de coca.
Le 12 novembre 2016, à la suite d'un « dialogue national » notamment avec les partisans du non, le gouvernement colombien et les FARC signent un nouvel accord de paix à La Havane. Ainsi, selon un communiqué, « le texte prend en compte les précisions et les propositions suggérées par les secteurs les plus divers de la société ». Alors que le front du refus mené par Álvaro Uribe avait préalablement soumis une liste de quelque 500 objections et propositions regroupées en 57 thèmes, le chef d'État colombien Juan Manuel Santos déclare que 56 d'entre eux ont fait l'objet de modifications dans la nouvelle version de l'accord de paix. Le chef négociateur du gouvernement, Humberto De la Calle, reconnaît que « cet accord est meilleur que le précédent ». Néanmoins, contrairement aux souhaits des opposants, le tribunal spécial de paix est maintenu, les chefs guérilleros coupables de crimes graves n'iront pas en prison s'ils avouent les faits et ils pourront se présenter au Congrès, Santos rappelant que « la transformation d'un mouvement armé en parti politique est la raison d'être de toute négociation de paix ». Par ailleurs, d'après Ivan Marquez, le chef de la délégation des FARC, plus de 65 % des exigences formulées par les partisans du non ont été prises en compte dans cette nouvelle mouture.